# Sudeva Delhi FC
Der Sudeva Delhi Football Club ist ein indischer Fußballverein aus Delhi. Aktuell spielt der Verein in der dritten Liga, der I-League 2nd Division.

## Erfolge
- Hot Weather Football Championship: 2019

## Stadion
Der Verein trägt seine Heimspiele im Chhatrasal Stadium in North Delhi aus. Das Stadion hat ein Fassungsvermögen von 16.000 Personen.

## Trainerchronik
| Trainer                | Nation   | von                | bis               |
| ---------------------- | -------- | ------------------ | ----------------- |
| Fredrik Bägerfeldt     | Schweden | 3. September 2016  | 31. Januar 2017   |
| Carlton Chapman        | Indien   | 1. Oktober 2016    | 31. Mai 2017      |
| Pushpender Kundu       | Indien   | 1. September 2018  | 11. August 2020   |
| Chencho Dorji          | Bhutan   | 22. September 2020 | 9. November 2021  |
| Mehrajuddin Wadoo      | Indien   | 13. November 2021  | 1. November 2022  |
| Atsushi Nakamura       | Japan    | 1. September 2022  | 15. Dezember 2022 |
| Shankarlal Chakraborty | Indien   | 14. Dezember 2022  | 31. Mai 2023      |